# Emilio Agradi
Emilio Agradi (Bologna, 12 luglio 1895 – Pesaro, 11 settembre 1971) è stato un calciatore e allenatore di calcio italiano, di ruolo attaccante.

## Carriera
Ha giocato nell'Inter dal 1914 al 1928 (ad eccezione della stagione 1921-1922, in cui giocò nel Modena), iniziando la sua militanza segnando 31 gol in 21 partite nella stagione 1914-1915 per ripetere la prestazione nella stagione successiva, dopo la prima guerra mondiale, quando segnò 17 reti; quindi fu spostato a centrocampo. In totale con i milanesi realizzò 62 reti in 166 gare di campionato, tra cui un gol nel derby di Milano del 2 maggio 1915, vinto dai neroazzurri per 3-1. Ha vinto lo scudetto del 1919-1920 ed è stato settimo miglior cannoniere del campionato 1923-1924 con 8 gol.
Ha fatto il suo esordio in Prima Divisione il 4 ottobre 1914 in Como-Inter (3-2), giocando in nerazzurro per l'ultima volta il 6 luglio 1928 in Alessandria-Inter (6-3).
Negli anni trenta giocò a Cantù e con la "Plinio Tarabini" di Tavernerio.

## Palmarès
- Campionato italiano: 1

Inter: 1919-1920